# Jasper van 't Hof
Jasper van 't Hof (Enschede, Overijssel, 30 de junio de 1947) es un pianista y teclista holandés de jazz.

## Historial
Van 't Hof comenzó a estudiar piano con 5 años y sus primeros pasos en el jazz tuvieron lugar en bandas escolares. A los 19 años ya actuaba en festivales de jazz con el baterista Pierre Courbois. En 1969, se convirtió en miembro estable del grupo de jazz rock "Association P.C.", del propio Coubois. Dentro del proyecto Piano Conclave, en esa misma época, tocó con pianistas ya reconocidos, como George Gruntz, Joachim Kühn, Wolfgang Dauner y Keith Jarrett.
En 1974, funda el grupo "Pork Pie", junto a Philip Catherine (guitarra), Charlie Mariano (saxo), Aldo Romano (batería) y Jean-François Jenny Clark (bajo. También colaboró con otras bandas, como "Eyeball" que incluía al saxofonista Bob Malach y al violinista Zbigniew Seifert. Más tarde formó parte de otras dos bandas: el grupo de jazz fusión "Face To Face" que incluía al saxofonista Ernie Watts; y el combo de crossover jazz "Pili Pili" con la cantante africana Angelique Kidjo.
Ha colaborado como pianista con Archie Shepp y muchos otros músicos, aunque también ha desarrollado una importante actividad como solista.

## Discografía
- 1971 Sun Rotation — con Association P.C.
- 1974 Eye-Ball - con Zbigniew Seifert
- 1976 The Door Is Open — con Pork Pie
- 1976 The Selfkicker
- 1977 Flowers All Over
- 1977 However
- 1978 Fairytale — con George Gruntz
- 1979 Sleep My Love — con Philip Catherine, Charlie Mariano
- 1980 Aqua Sansa — con Markus Stockhausen
- 1982 Mama Rose — con Archie Shepp
- 1983 Balloons — con Joachim Kühn
- 1984 Pili Pili
- 1985 Hoomba-Hoomba - con Pili-Pili
- 1987 Jakko — con Pili Pili
- 1987 The Fifth of May — con Archie Shepp
- 1989 Be In Two Minds — con Pili Pili
- 1990 Hotel Babo — con Pili Pili
- 1992 Stolen Moments — con Pili Pili
- 2001 Brutto Tempo — con Charlie Mariano, Steve Swallow
- 2003 Axioma — Piano Solo
- 2005 Neverneverland — con Hotlips
- 2008  Transitory - Pork Pie con Charlie Mariano, Philip Catherine y Aldo Romano[1]